# How Green Was My Valley (phim)
How Green Was My Valley (tiếng Việt: Thung lũng của tôi xanh biết bao) là phim điện ảnh Mỹ do John Ford đạo diễn, kịch bản chuyển thể của Philip Dunne dựa trên tiểu thuyết cùng tên của nhà văn Richard Llewellyn. Các ngôi sao trong phim này gồm có Walter Pidgeon, Maureen O'Hara, Anna Lee, Donald Crisp và Roddy McDowall. Phim này sản xuất năm 1941, đã được đề cử để tranh 10 giải Oscar và đã đoạt 5 giải Oscar, đánh bại các phim cổ điển như Citizen Kane, The Maltese Falcon và Sergeant York để đoạt giải Oscar cho phim hay nhất.

## Cốt truyện
Phim thuật truyện gia đình Morgan - một gia đình công nhân mỏ than, nghèo nhưng đáng kính người xứ Wales - ở miền Thung lũng South Wales (Anh) dưới thời nữ hoàng Victoria, qua cái nhìn của cậu con trai út Huw Morgan. Người cha Gwilym Morgan và 5 anh trai của cậu: Ivor, Ianto, Davy, Owen và Gwilym Jr. đều là công nhân làm trong mỏ than ở vùng này. 
Ký ức đầu tiên của Huw về quê hương là một vùng thung lũng xanh với ngôi làng thợ mỏ ấm cùng và gia đình hạnh phúc. Sau đó là đám cưới của người anh cả Ivor Morgan (Patric Knowles), rồi tới chuyện tình lãng mạn chớm nở của một trong 3 chị gái của cậu là Angharad (Maureen O'Hara) với nhà thuyết giáo mới, Mr. Gruffydd (Walter Pidgeon). 
Mọi chuyện bắt đầu từ việc công nhân hầm mỏ đình công vì bị giảm tiền lương do khó khăn về kinh tế, dẫn đến việc 4 người anh trai: Ianto, Davy, Owen và Gwilym Jr. dọn ra ở riêng do bất đồng với cha, người phản đối gay gắt cuộc đình công. Cha của Huw bị các thợ mỏ khác chỉ trích kịch liệt, dẫn đến việc mẹ Huw đứng lên bảo vệ chồng mình trong một cuộc họp của các thợ mỏ trên đỉnh đồi tuyết. 
Trên đường về, Huw và mẹ bị ngã xuống hồ băng, dẫn đến việc cả hai người bị tê liệt đôi chân và nằm liệt giường một khoảng thời gian dài. Dưới sự giúp đỡ của Mr. Gruffydd, Huw cuối cùng hồi phục. Mọi chuyện sau đó được hòa giải và 4 người anh trai trở về nhà, tuy nhiên, việc cắt giảm nhân công khiến Owen và Gwilym Jr. bị mất việc, và hai người lại rời gia đình sang Mỹ tìm kiếm công việc mới.
Mối tình của người chị Angharad với Mr. Gruffydd không thành. Angharad kết hôn với Iestyn Evans - con trai của người chủ mỏ than giàu có và định cư tại Nam Phi, dù cô không yêu người này và cuộc hôn nhân đó không có hạnh phúc. Huw được đi học, tuy nhiên thường bị thầy giáo và các bạn bắt nạt do xuất thân nghèo khó. Võ sĩ Dai Bando - một người cùng làng đã giúp Huw chống lại những lời bắt nạt đó, để cậu bé yên tâm học hành.
Người anh cả Ivor sau đó bị chết trong một vụ tai nạn hầm lò. Huw lúc này nhận được giấy báo vào đại học, nhưng đã từ chối để trở thành công nhân mỏ trong sự thất vọng của cha mình. Sau cái chết của Ivor, Huw dọn tới sống với người chị dâu Bronwyn mà cậu ta luôn thầm yêu, để giúp đỡ chị và cậu con trai mới sinh. Hầm lò tiếp tục sa thải Ianto và Davy để dành chỗ cho các nhân công rẻ mạt hơn, dẫn đến việc hai người anh trên cũng rời nhà ra nước ngoài. 
Angharad trở về từ Nam Phi mà không có chồng đi cùng, dấy lên đồn đoán về cuộc ly hôn do mối tình với Mr. Gruffydd. Nhà truyền giáo Gruffydd tổ chức buổi lễ cầu nguyện cuối cùng tại nhà thờ, với ý định sau đó sẽ rời khỏi thị trấn. Tuy nhiên, vào đúng đêm đó xảy ra một vụ nổ hầm mỏ khiến cha của Huw tử nạn.
Sau khi mọi người thân quen hoặc chết hoặc đã rời khỏi vùng này, thì chính Huw cũng rời bỏ quê hương đi tìm nơi sinh sống khác. Lúc này xỉ than từ mỏ đã trở nên dày đặc, biến nơi Huw sinh ra và lớn lên trở nên xám xịt, không còn trong xanh như xưa. Đây chính là nguồn gốc của tên gọi phim "How Green Was My Valley" (Thũng lũng của tôi ngày xưa thật đẹp).
Phim này thuật lại tình trạng kinh tế, xã hội và sự tan rã của 1 gia đình thợ thuyền xứ Wales trong đầu thế kỷ 20.

## Cảnh nền
William Wyler là đạo diễn ban đầu, sau đó John Ford thay Wyler để đạo diễn phim này. Ford muốn quay phim này tại xứ Wales, nhưng lúc đó châu Âu đang ở giữa thế chiến II, nên đoàn làm phim không thể quay tại đó được. Do đó Ford đã cho dựng 1 mô hình thành phố mỏ ở gần Fox Ranch tại Malibu Canyon rộng 12 km² để quay cảnh nền.

## Các vai diễn
- Walter Pidgeon vai Mr. Gruffydd
- Maureen O'Hara vai Angharad Morgan
- Anna Lee vai Bronwyn, vợ của Ivor
- Donald Crisp vai Gwilym Morgan
- Roddy McDowall vai Huw Morgan
- John Loder vai Ianto Morgan
- Sara Allgood vai Mrs. Beth Morgan
- Barry Fitzgerald vai Cyfartha
- Patric Knowles vai Ivor Morgan
- Morton Lowry vai Mr. Jonas
- Arthur Shields vai Mr. Parry
- Ann E. Todd vai Ceinwen
- Frederick Worlock vai Dr. Richards
- Richard Fraser (diễn viên) vai Davy Morgan
- Evan S. Evans vai Gwilym Morgan
- James Monks vai Owen Morgan
- Rhys Williams (diễn viên) vai Dai Bando
- Lionel Pape vai Evans
- Ethel Griffies vai Mrs. Nicholas
- Marten Lamont vai Iestyn Evans

## Giải thưởng và vinh dự

### Các giải Oscar đoạt được
- Giải Oscar cho phim hay nhất - Darryl F. Zanuck.
- Giải Oscar cho đạo diễn xuất sắc nhất - John Ford
- Giải Oscar cho nam diễn viên phụ xuất sắc nhất - Donald Crisp
- Giải Oscar cho quay phim xuất sắc nhất - Arthur C. Miller
- Giải Oscar cho chỉ đạo nghệ thuật xuất sắc nhất - Richard Day, Nathan H. Juran và Thomas Little

#### Các đề cử cho giải Oscar
- Giải Oscar cho kịch bản chuyển thể hay nhất - Philip Dunne
- Giải Oscar cho nữ diễn viên phụ xuất sắc nhất - Sara Allgood
- Giải Oscar cho biên tập - James B. Clark
- Giải Oscar cho nhạc phim hay nhất - Alfred Newman
- Giải Oscar cho hòa âm hay nhất - Edmund H. Hansen

### Khác
- Năm 1990, phim How Green Was My Valley đã được Thư viện Quốc hội Mỹ chọn bảo tồn trong Viện lưu trữ phim quốc gia Mỹ vì "có tính văn hóa, lịch sử hoặc dấu hiệu thẩm mỹ".
- Giải của Hội phê bình phim New York cho đạo diễn xuất sắc nhất: John Ford; 1941.
- Giải của Hội phê bình phim Argentine (Argentine Film Critics Association Award): Silver Condor; Phim nước ngoài hay nhất, John Ford, USA; 1943.
- 1990—Viện lưu trữ phim quốc gia (Hoa Kỳ).